# Gérard de Nerval

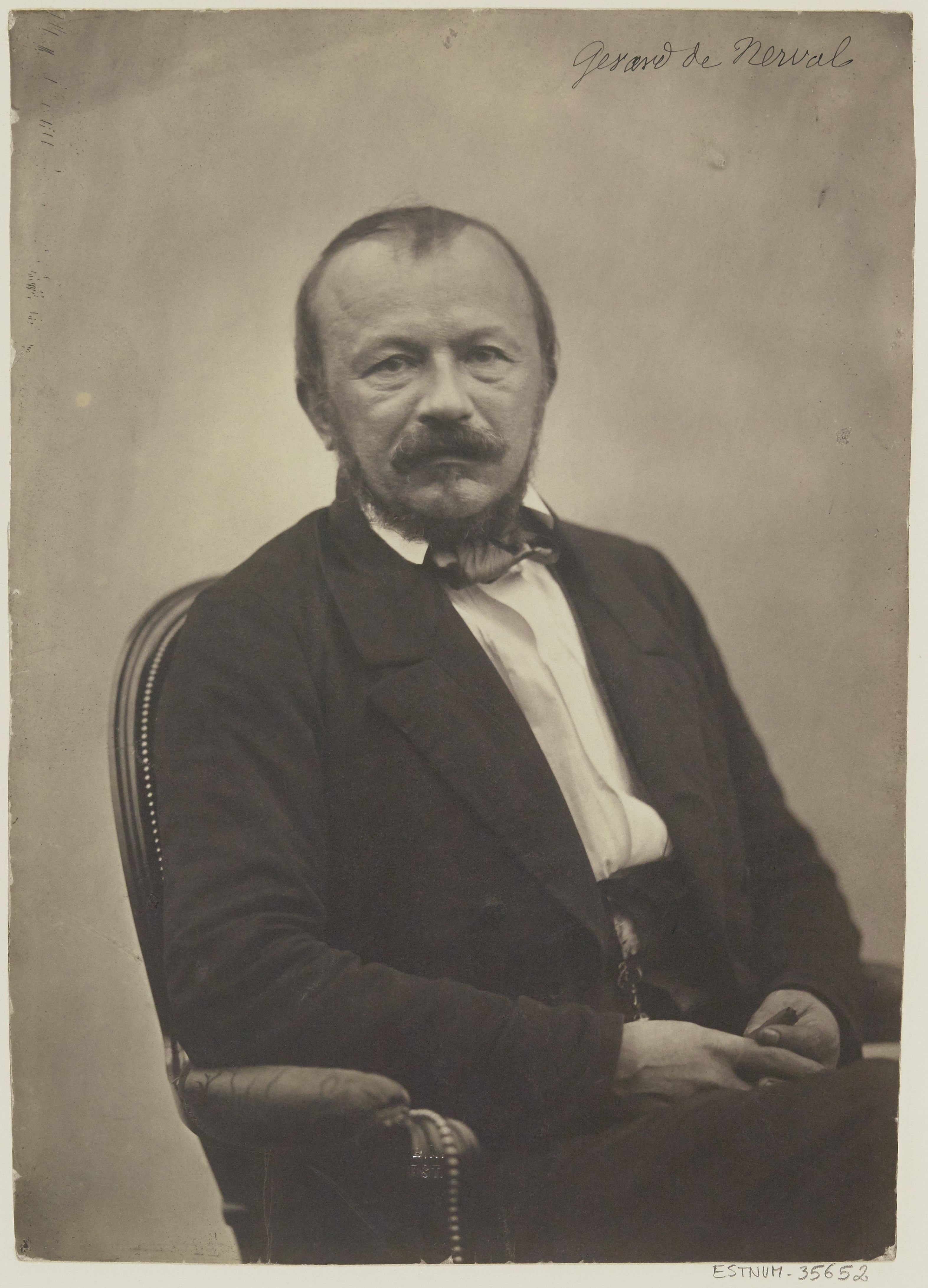
Gérard de Nerval (um 1854)

Gérard de Nerval (eigentlich Gérard Labrunie; * 22. Mai 1808 in Paris; † 26. Januar 1855 ebenda) war ein französischer Schriftsteller. Zu Lebzeiten galt er als ein eher marginaler Vertreter der Romantik. Seine Texte wirken jedoch heute frischer als die vieler renommierterer Kollegen seiner Zeit. Sein Prosatext Aurélia faszinierte spätere Autoren wie Baudelaire, Proust oder die Surrealisten.

## Leben und Schaffen

### Jugend und literarische Anfänge
Gérard de Nerval (wie er sich ab 1831 nannte) war das einzige Kind eines Mediziners, der kurz nach der Geburt seines Sohnes zum Stabsarzt ernannt und zur französischen Rheinarmee nach Deutschland versetzt wurde. Da die junge Mutter ihren Mann an seine Einsatzorte begleiten wollte, gab sie Gérard zu einer Amme im heimatlichen Valois, starb allerdings schon 1810 im fernen Schlesien. Nach ihrem Tod kam Nerval zu einem Onkel der Mutter, ebenfalls im Valois. Dort blieb er, bis er 1814 nach dem Ende der napoleonischen Feldzüge vom endlich heimgekehrten Vater nach Paris geholt wurde. Hier besuchte er das Lycée Charlemagne, wo er den späteren Autor Théophile Gautier als Mitschüler hatte.
Nachdem er schon 1821 im Alter von 13 Jahren angefangen hatte zu dichten, wurden seine ersten Texte 1826 gedruckt, und zwar politisch-oppositionelle Gedichte im Trend der Napoleon-Nostalgie jener Jahre sowie ein satirischer Sketch über die „unauffindbaren“, d. h. bei Sitzungen häufig fehlenden Mitglieder der Académie française. Zur selben Zeit verfasste er eine Übertragung von Goethes Faust I, die ihm große Anerkennung verschaffte, als sie 1827 erschien, und die von Hector Berlioz 1829 auszugsweise vertont wurde.

### Die Jahre als Autor
1828 wurde er Victor Hugo vorgestellt und verarbeitete dessen Roman Han d’Islande zu einem Theaterstück, das aber erst nach der Julirevolution 1831 uraufgeführt wurde. Am 25. Februar 1830 war er mit dem gesamten Freundeskreis Hugos bei der Uraufführung von dessen als programmatisch-romantisch intendiertem Drama Hernani zugegen, dem legendären Theaterskandal Bataille d’Hernani, einer „Schlacht“ von Applaus und Buh-Rufen. Im selben Jahr publizierte er eine vielbeachtete Anthologie selbst übertragener deutscher Gedichte samt einer einleitenden „Studie über die deutschen Dichter“. Hiermit machte er seinen Landsleuten zahlreiche deutsche Lyriker bekannt und wurde ein wichtiger Vermittler der deutschsprachigen Literatur in Frankreich.
Obwohl Nerval als Literat inzwischen durchaus erfolgreich war, begann er 1832 auf Drängen des Vaters ein Medizinstudium. Als er jedoch 1834 von einem Großvater 30.000 Francs erbte (wovon eine sparsam wirtschaftende Person 20 Jahre hätte leben können), brach er das lustlos betriebene Studium ab und schloss sich der „Bohème“ um Théophile Gautier an, dem Literaten- und Künstlermilieu am Rande der bürgerlichen Pariser Gesellschaft. Auch unternahm er eine erste längere Reise nach Südfrankreich und Italien.
Im selben Jahr verliebte er sich in die Schauspielerin Jenny Colon, die ihn zwar nicht erhörte, aber bis 1838 stark beeinflusste. So gründete er für sie 1835 eine aufwendig gemachte Theaterzeitschrift. Als diese ein Jahr später pleiteging, war Nerval ruiniert und musste hinfort von seiner Feder leben. Dies gelang ihm als Co-Autor von Theaterstücken, z. B. 1837 und 1839 als Kompagnon des umtriebigen Alexandre Dumas und als Journalist, z. B. mit Literaturkritiken und Reiseberichten.
1837 unternahm er mit Gautier eine Reise nach Belgien. 1838 führte ihn eine erste Deutschlandreise bis Frankfurt, 1839/40 eine zweite bis Wien. 1840 publizierte er eine Übertragung des gesamten Faust (I und II) sowie weiterer deutscher Gedichte.

### Erkrankung und Ende
1841 hatte er erstmals Wahnvorstellungen und verbrachte fast das ganze Jahr in Kliniken. 1842 versuchte er, mit journalistischen Arbeiten wieder Tritt zu fassen, und bereitete eine Orient-Reise vor, die ihm neue Inspirationen bringen sollte. Tatsächlich war er das ganze Jahr 1843 unterwegs: Malta, Kairo, Beirut, Rhodos, Smyrna. Berichte über diese Reise erschienen ab 1844 in Zeitschriften; später verarbeitete er sie zu dem Buch Scènes orientales I: Les Femmes du Caire, das jedoch bei seinem Erscheinen im Revolutionsjahr 1848 fast unbeachtet blieb.
Auch in den Jahren 1844 bis 1847 war Nerval viel unterwegs (Belgien, Holland, London, Umland von Paris) und verfasste Reisereportagen und
-impressionen. Zugleich schrieb er Novellen und Lyrik und übersetzte Gedichte des in Paris lebenden Heinrich Heine, mit dem er befreundet war (gedruckt 1848).
Weil sich sein Gesundheitszustand ab 1850 drastisch verschlechterte und er immer mehr Zeit in Kliniken verbrachte, arbeitete er in den Folgejahren, wenn er konnte, wie besessen. So publizierte er 1851 die endgültige Version seiner Orientreise unter dem Titel Voyage en Orient und brachte im Dezember sein Stück L’Imagier de Haarlem zur Aufführung, das sein Faust hatte werden sollen, aber durchfiel.

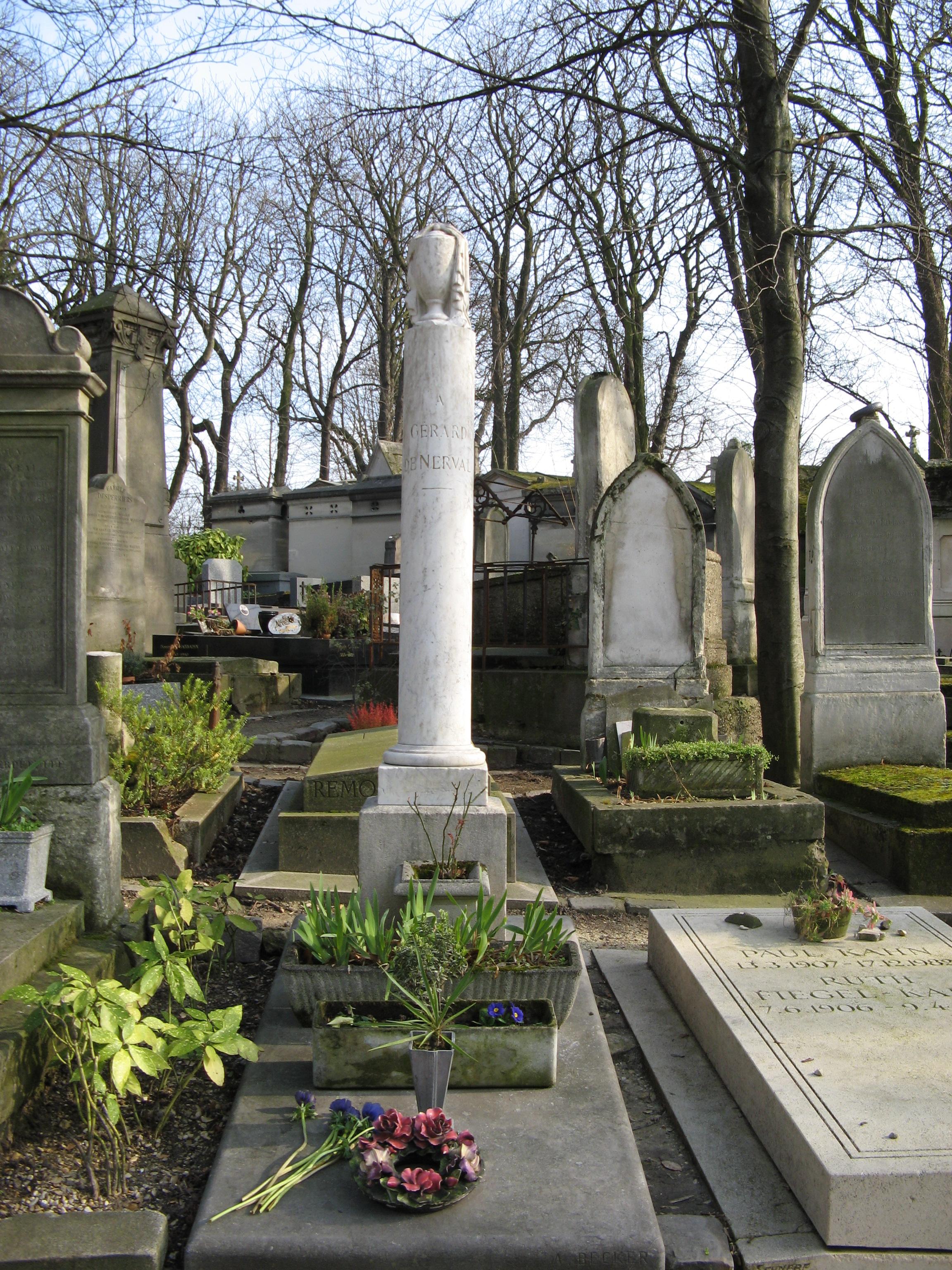
Nervals Grab auf dem Pariser Friedhof Père-Lachaise

Hiernach suchte er ältere und neuere seiner bereits in Zeitschriften publizierten Texte zusammen, überarbeitete sie und fasste sie zu zwei Sammelbänden zusammen, die heute als seine Meisterwerke gelten: Les Illuminés ou Les Précurseurs du socialisme (1852) und Les Filles du feu (1854). Der erste Band enthält sechs fiktionale Porträts historischer männlicher Personen, deren „Sozialismus“ eher Anarchismus ist; der zweite umfasst acht sehr unterschiedliche, meist erzählende Texte über Protagonistinnen sowie als Anhang mit dem Kollektivtitel Chimères 12 kunstvolle hermetische Sonette, darunter das berühmte und wie ein Fazit seiner Existenz wirkende El Desdichado (= der Unglückselige).
Nervals letztes Werk wurde der wohl schon 1841 begonnene Prosatext Aurélia, der als eine ebenso suggestive wie formvollendete Gratwanderung zwischen Traum und Wirklichkeit erscheint und dessen letzter Teil erst postum veröffentlicht wurde.
Seine letzte Reise führte Nerval 1854 erneut nach Deutschland. Insbesondere Nürnberg, Bamberg, Leipzig und Dresden begeisterten ihn.
Als er sich Ende des Jahres nach einem erneuten Klinikaufenthalt ohne feste Bleibe und mit nur noch spärlichen Honoraren auf den Pariser Straßen wiederfand, beging er Anfang 1855 Suizid. Er erhängte sich am Gitter vor einem Abflusskanal in der (heute nicht mehr vorhandenen) Rue de la Vieille Lanterne.

## Prix Gérard de Nerval
Von 1989 bis 2016 verliehen die seit 1838 bestehende französische Autorenvereinigung Société des gens de lettres (SGDL) und das Goethe-Institut alljährlich den Prix Gérard de Nerval. Damit wurden literarische Übersetzer aus dem Deutschen ins Französische ausgezeichnet.

## Werke
- Œuvres complètes. 6 Bde., Paris 1867–1877.
- Œuvres complètes. Hrsg. A. Marie, J. Marsan, É. Champion, 6 Bde., Paris 1926–1932.
- Œuvres. Hrsg. H. Lemaître, 2 Bde., Classiques Garnier, Paris 1958.
- Voyage en Orient. 2 Bde., Paris 1851.
- Voyage en Orient. Hrsg. M. Jeaumaret, Garnier-Flammarion, Paris 1984.
- Les Filles du feu. Paris 1854.
- Les Filles du feu. Hrsg. L. Cellier, Garnier-Flammarion, Paris 1972.
- Die Töchter der Flamme. Übersetzt von Anjuta Aigner-Dünnwald und Friedhelm Kemp. Rowohlt, Hamburg 1991.
- Sylvie. Erinnerungen ans Valois. Mit dem Essay Der Nebel zwischen den Wörtern von Umberto Eco, herausgegeben, übersetzt und kommentiert von Burkhart Kroeber. Dieterich’sche Verlagsbuchhandlung, Mainz 2016.
- La Bohème galante. Paris 1855.
- Le Rêve et la Vie. Paris 1855.
- Aurélia, ou le Rêve et la Vie. Lettres d’amour. Hrsg. J. Richer et alii, Paris 1965.[3]
  - Aurelia oder Der Traum und das Leben. Roman, übersetzt von Ernst W. Junker, bearbeitet und mit einem Nachwort von Thomas Ballhausen. Edition Atelier, Wien 2016, ISBN 978-3-903005-22-8.
  - Aurelia oder Der Traum und das Leben. Aus dem Französischen von Hedwig Kubin. Mit 57 Zeichnungen von Alfred Kubin. München 1982, ISBN 978-3-423-02402-0, Zeichnungen im Internet Archive.
- Poésies, suivies de Petits Châteaux de Bohème, Les Nuits d’octobre, Promenades et Souvenirs, La Pandora, Contes et Facéties. Hrsg. M. Hafez, Le Livre de Poche, Paris 1964.
- Oktobernächte. Aus dem Französischen neu übersetzt und illustriert von Lisa Marie Lang, 2021. ISBN 978-3-7543-7215-9.
- Les Chimères. Hrsg. J. Guillaume, Brüssel 1966.
- Pandora. Hrsg. J. Guillaume, Namur 1968; 1976.
- Les Illuminés, ou les Précurseurs du socialisme. Bibliothèque Marabout, Verviers 1973.
- Les Chimères. Le Livre de Poche, Paris 1984.